# Kerpacsics István
Kerpacsics István (néhol: Kerpachich István) (fl. 1636-1659), zalaegerszegi várkapitány, földbirtokos.

## Élete
Kerpacsics István családja eredetét nagy homályt fedi; Zala vármegyében katonáskodott és nősült, azonban a családja a Zalával határos Varasd vármegyei Loborból származott (Stephanus Kerpacsis aliter Loborinus). Fiatal korában Zalában katonáskodott a törökök ellen. 1645 és 1647 között zalaegerszegi vicekapitány; majd buzini Keglevich Péter zalaegerszegi kapitány helyett, Kerpacsics István 1647 és 1657 között zalaegerszegi várkapitány lett. Később 1659-ben zalakomári vicekapitányként szolgált.
Kerpacsics István hadnagy, megbízott kapitány tollából közel félezer magánlevél maradt a 17. század közepéről az utókorra, melyek többsége a Zala-parti városban kelt. Egy jelentős része felettesével gróf Batthyány Ádám Dunán inneni fő-hadvezérrel való levelezését képezi, amelyek hadműveletekről, illetve török támadásokról szólnak.

## Házassága és leszármazottjai

A Buzád-Hahót nemzetség címere

Ősrégi nemesi származású előkelő zalai feleséget választott magának: hitvese a Buzád-Hahót nembeli csányi Csánÿ Katalin (fl. 1666) lett, akinek a szülei Csány Imre (fl. 1592–1652), földbirtokos és pölöskefői Eördögh Katalin voltak. Az apai nagyszülei csányi Csány Bernát (fl. 1549–1581), Zala vármegye alispánja, országgyűlési követe, földbirtokos és bagonyai Kövér Magdolna voltak. Az anyai nagyszülei pölöskefői Eördögh Lajos (fl. 1599), földbirtokos és csemetei Chemetey Orsolya (fl. 1617–1637) voltak; Eördögh Lajosné Chemethey Orsolya apja Chemethey István (fl. 1578–1607), Vas vármegye alispánja, követe, földbirtokos volt. Az anyai nagyapai dédszülei pölöskefői Eördögh Ferenc (fl. 1569), zalai szolgabíró, földbirtokos, és hídvégi Polányi Krisztina (fl. 1598–1616) voltak; Eördögh Ferencné Polányi Krisztina szülei hídvégi Polányi Ferenc (fl. 1509–1547), Vas vármegye alispánja, követe, földbirtokos és hosszútóti Hosszútóthy Dorottya voltak. Eördögh Ferencné Polányi Krisztina révén ősapja Háshágyi István (fl. 1440–1493), országbírói ítélőmester, földbirtokos, és egyben rokona Háshágyi Dénes (fl. 1483–1536), nagykanizsai várnagynak, valamint Háshágyi Imre (fl. 1536–1577), Zala vármegye alispánjának is. Kerpacsics Istvánné Csány Katalinnak a leánytestvére Csány Magdolna (fl. 1659–1666), akinek az első férje Zobothin Zsigmond (fl. 1659), majd halála után Szvetenay Izsák (fl. 1666) hitvese lett. Felesége révén Kerpacsics István hozzájutott a söjtöri, a tófeji, és teskándi földbirtokokhoz, amelyeket majd leányágon örököltek a leszármazottjai. Kerpacsics István és Csány Katalin frigyéből három leánygyermek született:
- Kerpacsics Dorottya (fl. 1690). Férje: bánszegi Bán István (fl. 1690– 1697), söjtöri, tófeji, teskándi földbirtokos.
- Kerpacsics Katalin (fl. 1691). Férje: ifjabb szenttamási Bertalan István (fl. 1673–1687), földbirtokos, aki 1673. május 16. Zala megyei alszolgabíró, majd 1686-ban Vas vármegyei esküdt.[6]
- Kerpacsics Magdolna. Férje: szántói és széplaki Botka Ferenc (fl. 1693), földbirtokos.